# Modern Folk Üçlüsü
Modern Folk Üçlüsü (Trio de Folk Modern en turc) va ser un grup de música pop que va representar a Turquia al Festival d'Eurovisió 1981, juntament amb la cantant Ayşegül, amb la cançó Dönme Dolap (Roda de fira).
Establert l'any 1969, el grup va aconseguir la fama amb cançons de folklore turc adaptades al pop, com "Leblebi", una lloança al leblebi. Els integrants del grup van ser Ahmet Kurtaran, Doğan Canku (després Hasan Cihat Örter) i Selami Karaibrahimgil. Actualment el grup es troba inactiu.